# CJ ENM
CJ ENM (tiếng Hàn: 씨제이이엔엠, CJ Entertainment and Merchandising) là một công ty giải trí và bán lẻ của Hàn Quốc được thành lập vào năm 2018.
CJ ENM được thành lập do việc sáp nhập hai công ty con của CJ Group, CJ E&M và CJ O Shopping vào tháng 7 năm 2018.

## Bộ phận con
- CJ E&M - hoạt động như một công ty giải trí và truyền thông.
- CJ O Shopping - hoạt động như một công ty mua sắm tại nhà.

## Địa chỉ
- CJ E&M: Sangam Sanro 66, Mapo-gu, Seoul
- CJ O Shopping: 870-13, Gwacheon-ro, Seocho-gu, Seoul